# Swiney
Swiney is een dorp ongeveer 2 kilometer ten westen van Lybster in de Schotse lieutenancy Caithness in het raadsgebied Highland.

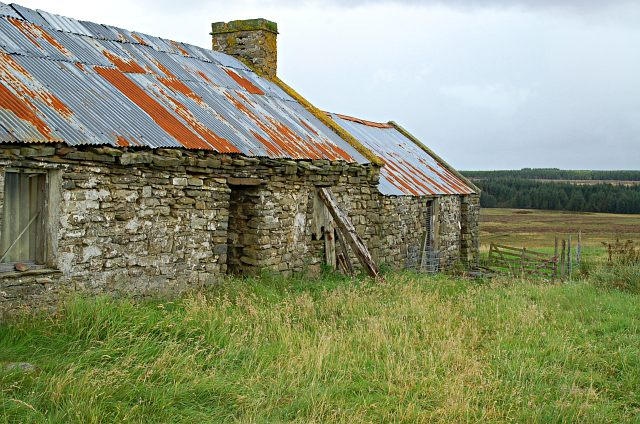
Badereskie
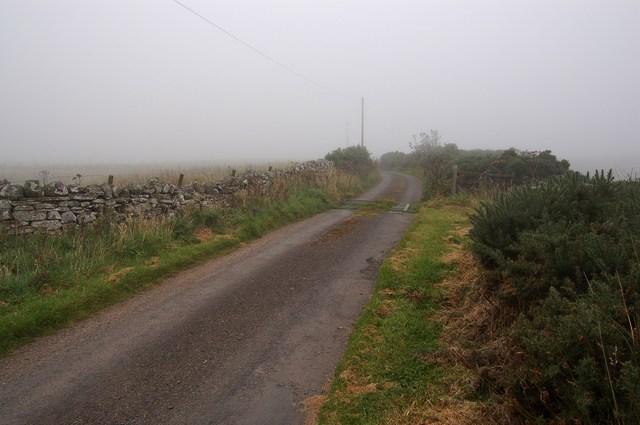
Road to Achsinegar
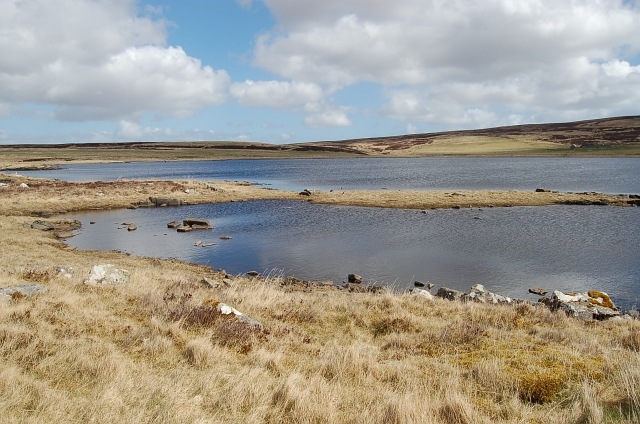
Loch Stemster
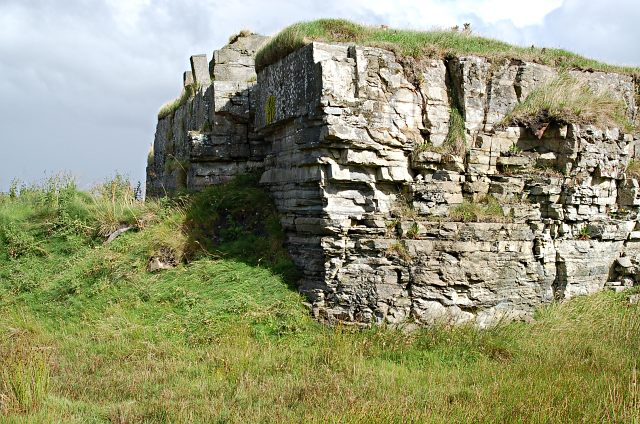
Steengroeve Osclay
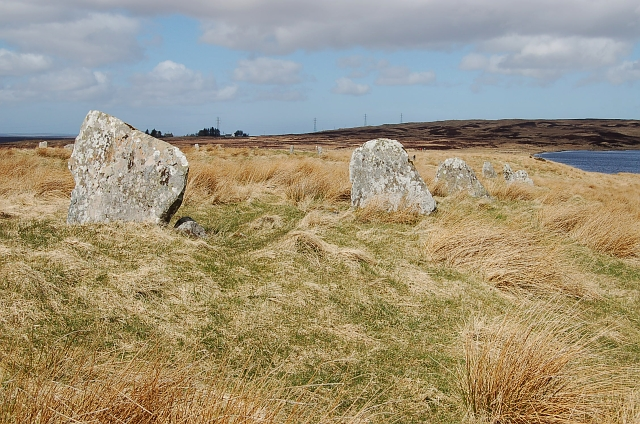
Stemster Standing Stones
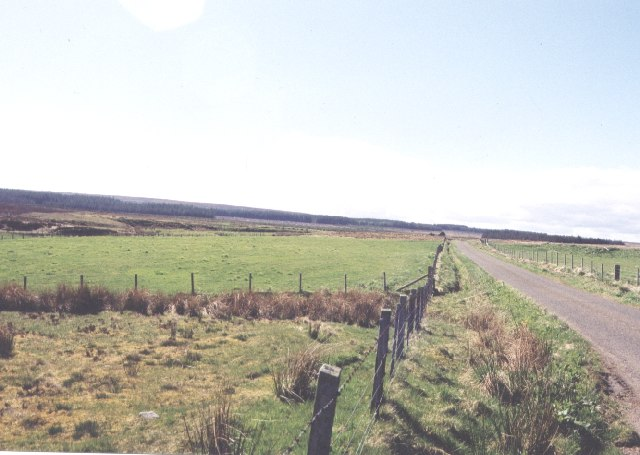
Upper Osclay